# Senai
Senai – miasto w Malezji, w stanie Johor. W 2000 roku liczyło 46 880 mieszkańców.